# 이스라엘 횡단 파이프라인

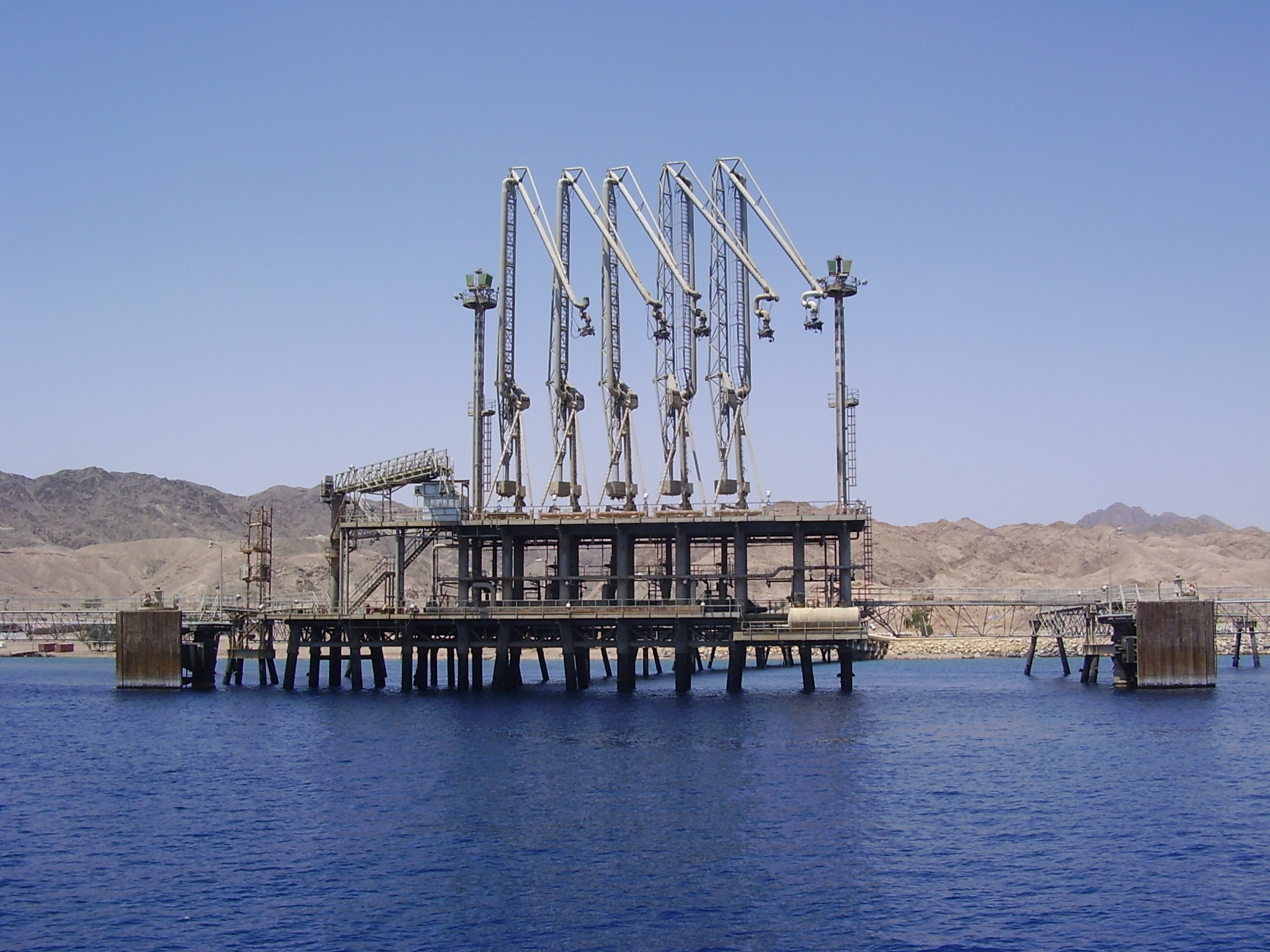
에일라트의 석유 부두

티플라인(이스라엘 횡단 파이프라인) 지도

이스라엘 횡단 파이프라인, 티플라인(Tipline), 에일라트-아슈켈론 파이프라인(Eilat-Ashkelon Pipeline), 유럽-아시아 파이프라인(Europe-Asia Pipeline)은 이스라엘의 홍해 에일라트 항구에서 지중해 아슈켈론의 특수 석유 부두까지 관통하는 254km의 42인치 석유 파이프라인이다. 이란에서 생산된 원유를 이집트(수에즈운하)를 거치지 않고 이스라엘과 유럽으로 운송하기 위해 건설되었다.
매일 아슈켈론에서 에일라트로 400,000 배럴 (64,000 m3), 반대방향으로는 120만 배럴(19만 m3)이 운송된다. 이스라엘의 각종 석유 파이프라인을 운영하고 있는 Eilat Ashkelon Pipeline Company (EAPC)가 소유하고 있다.